# Bataille de Prome (1942)
Pour la bataille de 1825, voir Bataille de Prome.
Théâtre d'Asie du Sud-Est de la Seconde Guerre mondiale
Batailles
Invasion japonaise de la Birmanie :
- Rivière Bilin
- Pont de la Sittang
- Pégou
- Barrage routier de Taukkyan
- Route Yunnan-Birmanie (Tachiao
- Oktwin
- Taungû)
- Shwedaung
- Prome
- Yenangyaung

Opérations en Birmanie (1942-1943) :
- Arakan
- The Hump
- Chindits
- Nord de la Birmanie et ouest du Yunnan

Opérations en Birmanie en 1944 :
- Chindits (2)
- Admin Box
- U-Go (Imphal
- Sangshak
- Court de tennis
- Kohima)
- Myitkyina
- Mogaung
- Mont Song

Opérations en Birmanie (1944-1945) :
- Meiktila et Mandalay
- Pakokku et Irrawaddy
- Colline 170
- Île de Ramree
- Tanlwe Chaung
- Dracula
- Elephant Point
- Coude de la Sittang

La bataille de Prome est un affrontement lors de la conquête japonaise de la Birmanie, au début de la campagne birmane. Le généralissime chinois, Chiang Kai-shek, estima : « Tant que les Britanniques tiennent Prome, nous tenons Taungû ».

## Contexte
Le Japon envahit la Birmanie en décembre 1941. Leur première action fut le bombardement de l'aérodrome de la ville de Tavoy. Peu de temps après, les Japonais envahirent Victoria's Point au cours duquel ils constituèrent des forces. Le 14 janvier 1942, ceux-ci avancèrent à l'intérieur du pays.
Après la perte de Taungû, les alliés restants se séparèrent et chacun défendit sa propre ville. Le Raj britannique et Birmanie britannique ont obtenu Prome, tandis que les forces chinoises se rendirent à Shwedaung, à proximité,.

## La bataille
Après une victoire à Shwedaung, les Japonais commencèrent à faire feu sur Prome dans la nuit du 30 mars. Malgré de lourdes pertes japonaises, les forces britanniques se replièrent à Allanmyo le 2 avril,.